# At the End of the Trail (film 1912 Sturgeon)
At the End of the Trail è un cortometraggio muto del 1912 diretto da Rollin S. Sturgeon.

## Produzione
Il film fu prodotto dalla Vitagraph Company of America. Venne girato in California, a Santa Monica

## Distribuzione
Distribuito dalla General Film Company, il film - un cortometraggio in una bobina - uscì nelle sale cinematografiche statunitensi il 29 giugno 1912.